# Charles Nungesser
Charles Nungesser (Paris, 15 de março de 1892 — Oceano Atlântico ou América do Norte, 8 de maio de 1927) foi um aviador francês e ás da aviação da Primeira Guerra Mundial. Desapareceu durante uma tentativa da travessia Paris-Nova Iorque sem escala a bordo do L'Oiseau Blanc, com François Coli.

## Carreira
Nungesser foi um ás de renome na França, ocupando o terceiro lugar no ranking do país, com 43 vitórias em combates aéreos durante a Primeira Guerra Mundial.
Após a guerra, Nungesser desapareceu misteriosamente em uma tentativa de fazer o primeiro vôo transatlântico sem escalas de Paris a Nova York, voando com o camarada de guerra François Coli em L'Oiseau Blanc (O Pássaro Branco). Sua aeronave decolou de Paris em 8 de maio de 1927, foi avistada mais uma vez sobre a Irlanda e nunca mais foi vista. A aeronave foi perdida sobre o Atlântico ou caiu em Newfoundland ou Maine. Duas semanas após a tentativa de Nungesser e Coli, Charles Lindbergh fez a viagem com sucesso, voando sozinho de Nova York a Paris no Spirit of St. Louis. Monumentos e museus em homenagem à tentativa de Nungesser e Coli existem no aeroporto de Le Bourget, em Paris, e nas falésias de Étretat, o local de onde seu avião foi avistado pela última vez na França.

### Nungesser desaparece

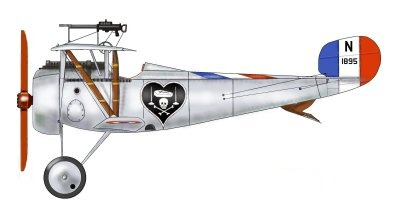
Nieuport 17, avião usado por Charles Nungesser.

François Coli, navegador já conhecido por fazer voos históricos pelo Mediterrâneo, planejava um voo transatlântico desde 1923, com seu camarada de guerra Paul Tarascon, outro ás da Primeira Guerra Mundial. Quando Tarascon teve que desistir devido a uma lesão em um acidente, Nungesser entrou como substituto. Nungesser e Coli decolaram do aeroporto Le Bourget perto de Paris em 8 de maio de 1927, indo para Nova York em sua aeronave L'Oiseau Blanc (The White Bird), um biplano Levasseur PL.8 pintado com a antiga insígnia de Nungesser na Primeira Guerra Mundial. O avião deles foi avistado pela última vez passando pela Irlanda e, quando eles nunca chegaram, a suposição era de que o avião havia caído no Oceano Atlântico Norte. Duas semanas depois, o aviador americano Charles Lindbergh cruzou com sucesso de Nova York a Paris e recebeu imensas boas-vindas de herói dos franceses, mesmo enquanto eles lamentavam as perdas de Nungesser e Coli.
Ao longo dos anos, houve várias investigações para tentar determinar o que aconteceu com Nungesser e Coli. A maioria acredita que o avião caiu no Atlântico devido a uma rajada de chuva, mas a aeronave nunca foi recuperada. A principal teoria alternativa é que a aeronave pode ter caído no Maine . 

Uma reportagem em um jornal francês de que Nungesser e Coli chegaram com segurança foi seguida por uma descrição detalhada das festividades etc., mas tudo isso foi uma farsa. O sentimento antiamericano que isso gerou levou Lindbergh a ser aconselhado a atrasar seu próprio voo por algumas semanas, até que o furor e o ressentimento diminuíssem.

## Links externas
- List of victories and color profiles
- The life of C. Nungesser and a profile of his Nieuport 17 carrying The knight of Death heart painting
- The French ace C. Nungesser
- Charles Nungesser page at theaerodrome.com
- Dead Aviators (1999) (TV). no IMDb.